# Мара (фільм, 2018)
«Мара» (англ. Mara) — американський містичний фільм жахів 2018 року режисера Клайва Тонга. У головній ролі знялася українська акторка Ольга Куриленко.

## Сюжет
Кейт Фуллер працює в поліції психологом. Її залучили до розслідування незвичайного злочину. Знайдено труп задушеного чоловіка. Поліція припускає, що його задушила власна дружина під час сну. У них навіть є свідок — восьмирічна дівчинка, дочка загиблого на ім'я Софі.
Спочатку в цій дивній справі все здавалося простим і очевидним. Однак, Кейт в ході розслідування злочину і все більше заглиблюючись в нього, починає розуміти, що ця справа не така вже очевидна. Дівчина дізналася що існує якась потойбічна, демонічна сутність, яка має здатність убивати людей під час їх сну. Мало того, Кейт сама зіткнулася з цим демоном, коли у неї почалися такі ж проблеми, що й в убитого. Кошмарні сновидіння можуть тепер в будь-який момент призвести до загибелі дівчини. Кожна наступна ніч може виявитися для неї останньою. Навіть денний сон може стати небезпечним для Кейт. Тепер їй потрібно будь-що-буде розібратися в тому, що відбувається перш, ніж ця демонічна сутність доведе свою диявольську справу до трагічного фіналу.

## У ролях
| Актор           | Роль                              |
| --------------- | --------------------------------- |
| Ольга Куриленко | кримінальний психолог Кейт Фуллер |
| Ленс Ніколс     | детектив Маккарті                 |
| Крейг Конвей    | Дагі                              |
| Хав'єр Боте     | Мара                              |
| Розі Фельнер    | Гелена                            |
| Макензі Імсенд  | Софі                              |
| Мітч Ікінс      | др. Елліс                         |
| Меліса Болона   | Карлі                             |
| Маркус Візерсбі | Соул                              |